# Lower Salem, Ohio
Lower Salem là một làng thuộc quận Washington, tiểu bang Ohio, Hoa Kỳ. Năm 2010, dân số của làng này là 86 người.